# Фридрих Клуге
Фридрих Клуге (на немски: Friedrich Kluge, 1856 – 1926) е езиковед с принос към немската филология. Известен е най-вече като автор на етимологичния речник на немския език (Etymologisches Wörterbuch der deutschen Sprache), публикуван през 1883.

## Биография
Клуге е роден в Кьолн. Учи сравнително езикознание и класическа и съвременна филология в университетите в Лайпциг и Страсбург.
Умира във Фрайбург на 69 години.